# Bătălia de la Sisak
Bătălia de la Sisak care a avut loc la 22 iunie 1593, a fost prima confruntare militară dintre otomani și austrieci în contextul Războiului cel Lung (1593–1606). Bătălia a fost câștigată de Habsburgi, majoritatea trupelor provenind din Croația și Austria Interioară.